# 小齿狸
小齿狸（学名：Arctogalidia trivirgata）为灵猫科小齿狸属的动物。分布于印度尼西亚、中南半岛、印度（阿萨姆）、缅甸以及中国大陆的云南等地。该物种的模式产地在马六甲。

## 亚种
小齿狸包括以下亚种
- （学名： Schwarz, 1913）
- （学名： Miller, 1906）
- （学名： Miller, 1901）
- （学名： (Horsfield, 1851)）
- （学名： Miller, 1913）
- （学名： Miller, 1906）
- 小齿狸阿萨姆亚种（学名：Arctogalidia trivirgata millsi），Wroughton于1921年命名。分布于印度（阿萨姆）以及中国大陆的云南（南部）等地。该物种的模式产地在阿萨姆那加山的Mokokchung。[4]
- （学名： Lyon, 1906）
- （学名： Miller, 1902）
- （学名： (Temminck, 1853)）
- （学名： Lyon, 1908）
- （学名： Lyon, 1908）
- （学名： (Wagner, 1841)）
- 小齿狸指名亚种（学名： (Gray, 1832)）